# Oliver James
Oliver James, född den 1 juni 1980 i Ottershaw i Surrey i Storbritannien, är en brittisk musiker och skådespelare.
2003 medverkade James i Allt en tjej vill ha med Amanda Bynes och 2005 kom Raise Your Voice ut där han spelade Jay mot Hilary Duff. 2002 var han med i TV-filmen School's Out där han spelade Dean.